# Misgolas rapax
Misgolas rapax là một loài nhện trong họ Idiopidae.
Loài này thuộc chi Misgolas. Misgolas rapax được Ferdinand Karsch miêu tả năm 1878.

## Hình ảnh

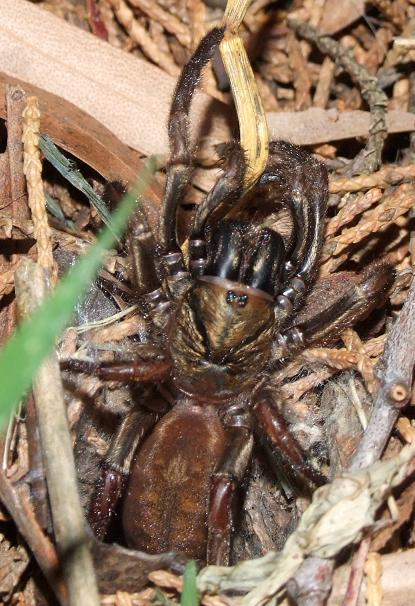
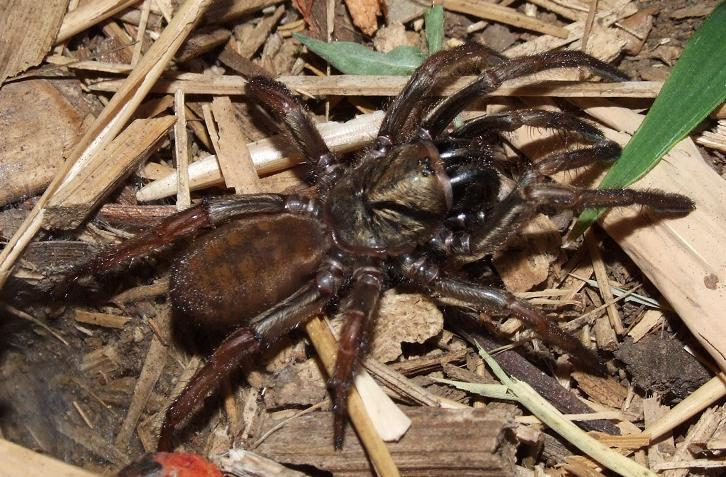
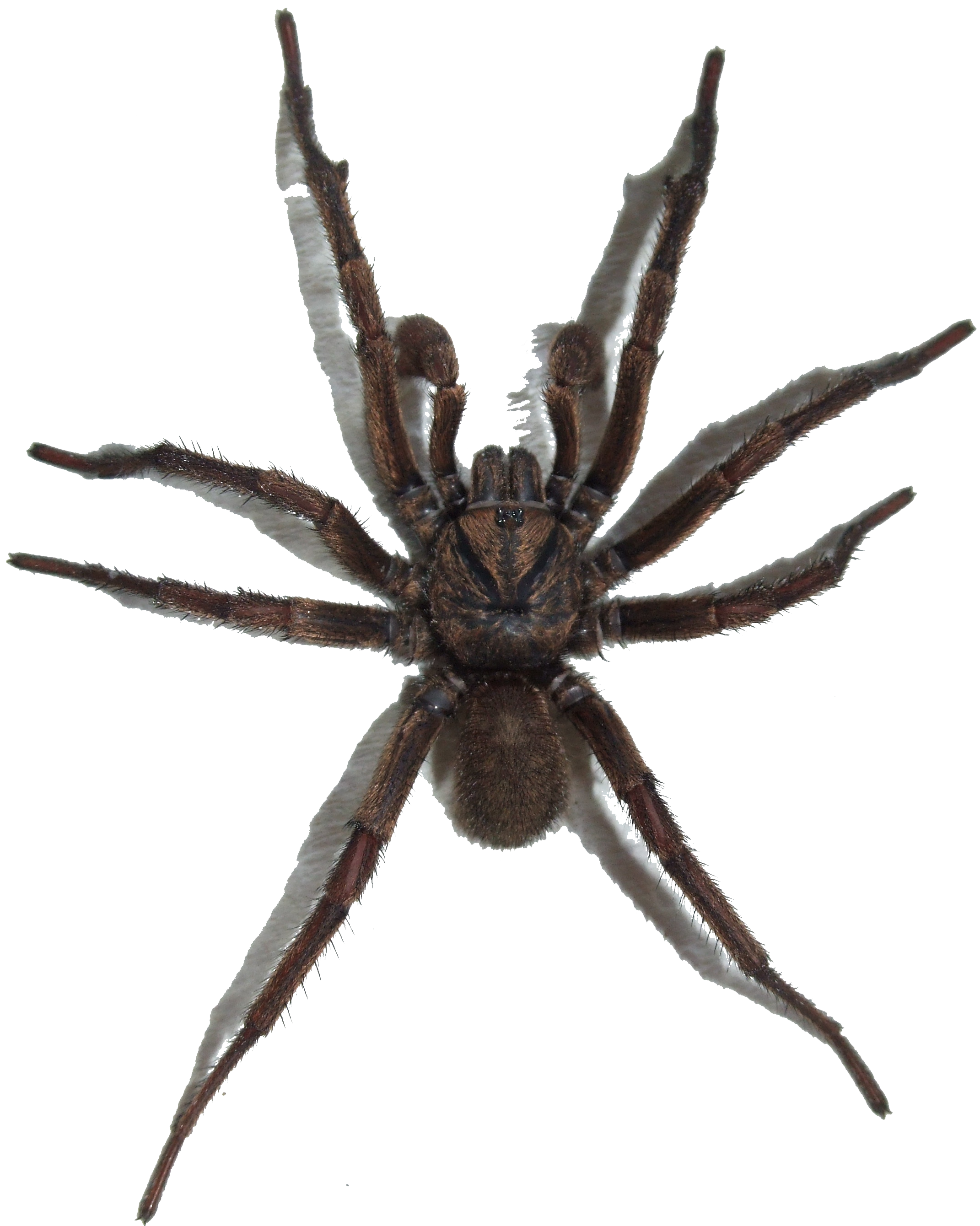
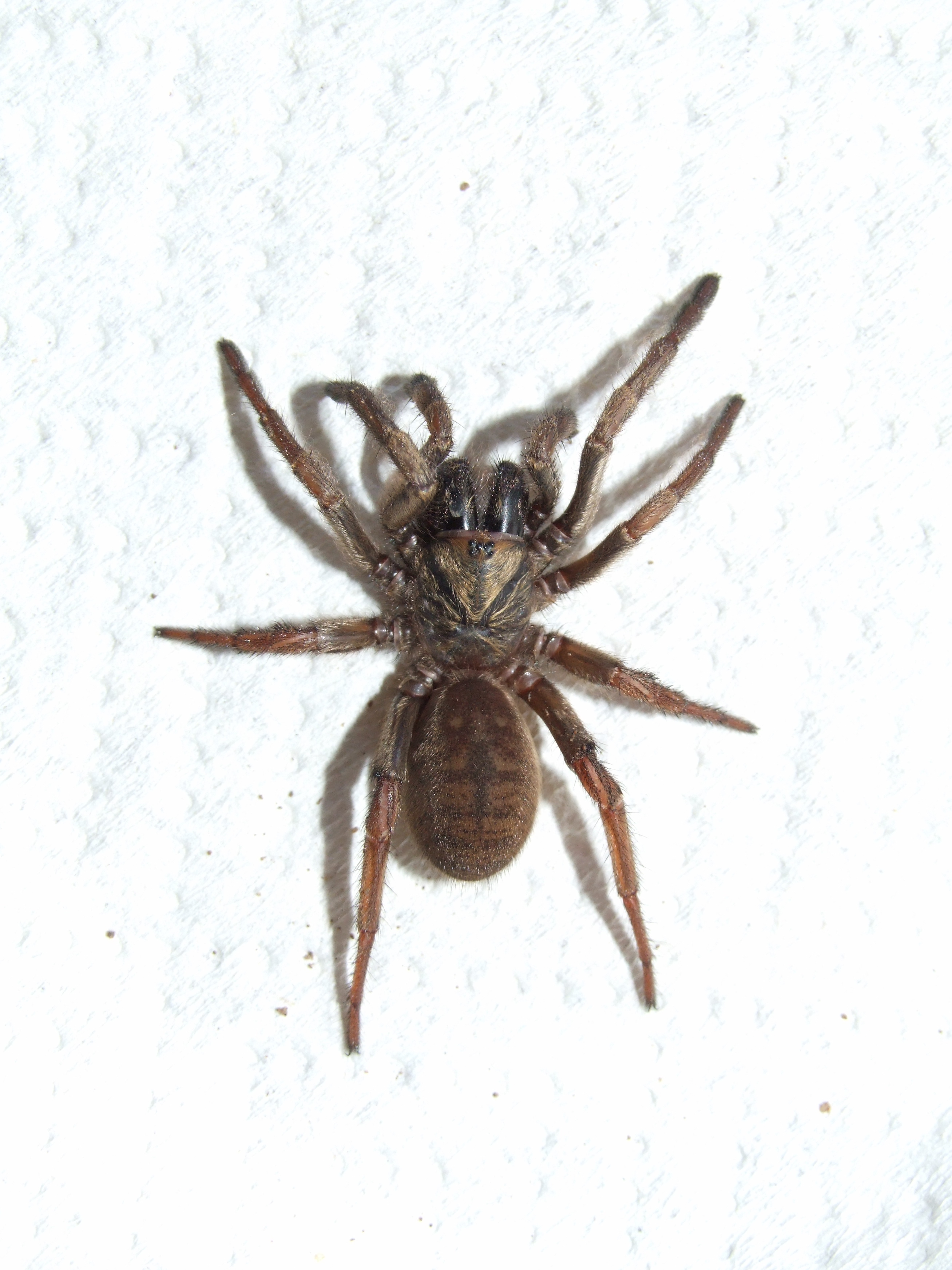